# La Touche
La Touche is een gemeente in het Franse departement Drôme (regio Auvergne-Rhône-Alpes) en telt 177 inwoners (2005). De plaats maakt deel uit van het arrondissement Nyons.

## Geografie
De oppervlakte van La Touche bedraagt 8,2 km², de bevolkingsdichtheid is 21,6 inwoners per km².

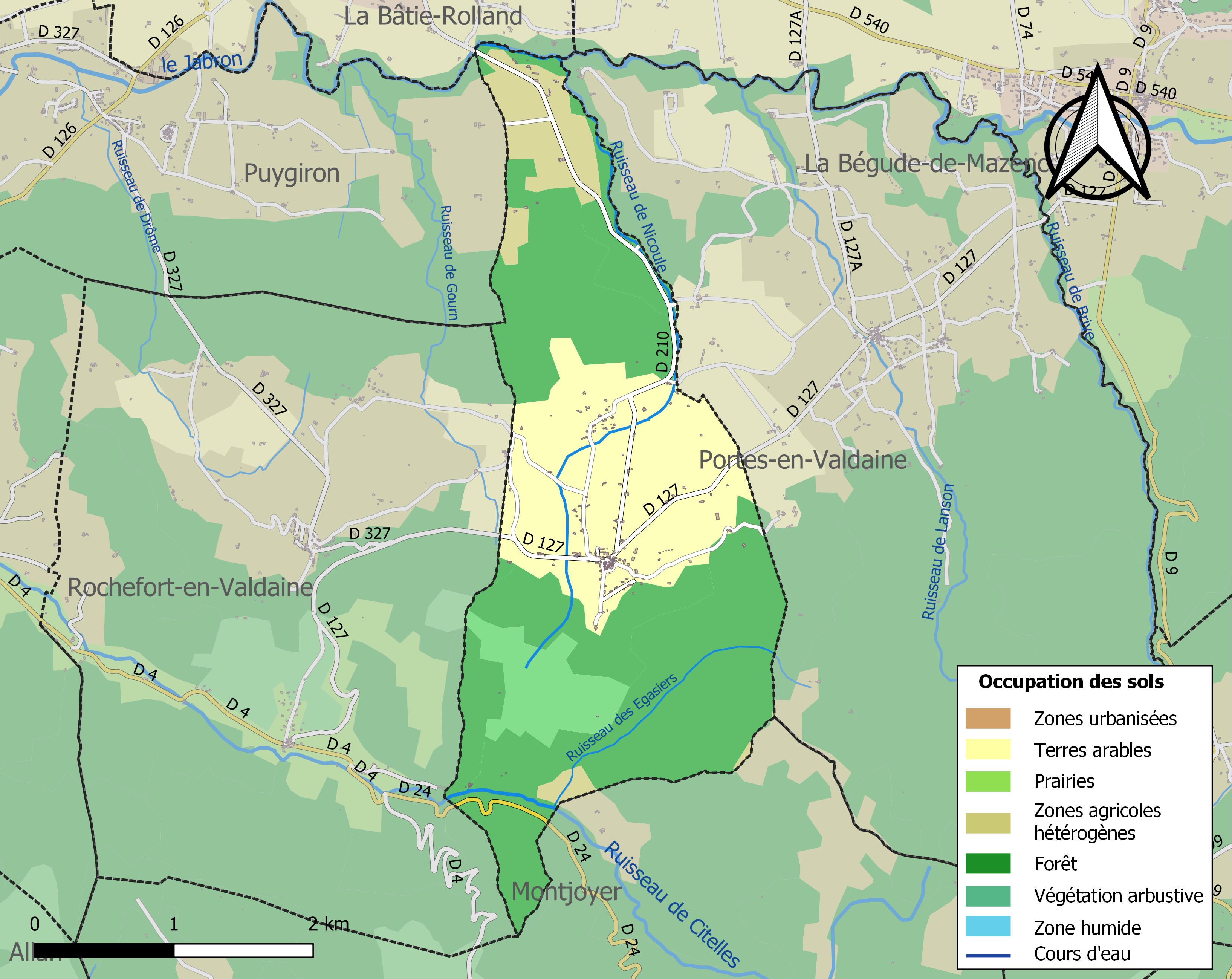
Kaart van de gemeente met belangrijkste infrastructuur, bodemgebruik en omliggende gemeenten

## Demografie
Onderstaande figuur toont het verloop van het inwonertal (bron: INSEE-tellingen).